# Alexandrosz Numeniosz (szónok)
Alexandrosz Numeniosz (2. század közepe) görög szónok, Alexandrosz Numeniosz grammatikus fia.

## Élete
Munkái közül két könyv Περι σχηνατων („Peri szkhématón”) címmel, illetve egy hosszabb töredék Menandrosz Περι των επιδεικτικων („Peri tón epideiktikón”) című munkájában maradt fenn.